# 八田巳之助
八田 巳之助（はった みのすけ、安政4年（1857年） - 没年不詳）は、日本の建築技師。京都府生まれ。
1893年（明治26年）、二條離宮に桂宮邸を移築する際に場所付雇として採用される。それまでは東本願寺に関係した宮大工をしていたと思われる。翌年には平安神宮の設計にも関わっている。1898年（明治31年）に内匠寮の技手、1914年（大正3年）には大正天皇即位のための大礼使を拝命する。翌々年退官した。